# جون نيومان
جون وليام بيتر نيومان (بالإنجليزية: John William Peter Newman) وهو مغني وموسيقي إنكليزي بريطاني ولد في 16 يونيو 1990 في بلدة سيتل في نورث يوركشاير في إنكلترا في المملكة المتحدة وهو يغني البوب وأغنيته Love me again احتلت المراتب الآولى في المملكة المتحدة والولايات المتحدة إضافة إلى ذلك قد باع جون نيومان حوالي 1.3 نسخة في بريطانيا فقط ورشح كذلك 3 جوائز بريت بريطانية متضمنة أفضل مغني سول بريطاني.

## النشأة
جون نيومان ترعرع في سيتيل في يوركشاير دالس وارتاد جامعه سيتيل. عندما كان في السادسة من عمره ترك والده العائلة وكانت العائلة تتكون من الام جاكي واخوه الأكبر. في شبابه وبداية نشأته تأثر بكل من موتاون وستاكس حيث كان قد سمعهم في صغره عن طريق امه وكذلك كان من محبي النورثيرن سول وهو أحد أنواع الموسيقى والرقص وله حركات خاصة به وبالطبع كان لحركات ورقص النورثيرن تاثير خاص أيضا على رقص نيومان.
وكالعادة شاب مثل نيومان قد بدأ بكتابة اغانيه وعزف الكيتار عندما كان بعمر 14 سنة ولاحقا تعلم التسجيل بنفسه والمونتاج الصوتي كذلك الدي جي.
في عمر العشرين غادر نيومان إلى لندن وبدأ مع فرقة وغنى على الهواء وكان يغني لصالح تسجيلات ايسلند. اثناء عمله في بار سيلفر بوكيت سجل أغنية Cheating وقد كانت ناجحة.

## بعض الاغاني الناجحة
أغنية Feel the Love هي أحد أهم الاغاني في مسيرة جون نيومان وقد اخذت المرتبة الأولى في ترتيب الاغاني الفردية في المملكة المتحدة في عام 2012
كذلك الاغنية كانت في المراتب الخمسة الأولى في كل من أستراليا ونيوزيلاندا وهولندا استعملت الاغنية كذلك في لعبة نيد فور سبيد موست وانتيد كذلك استعملت في أحد البروموهات لقنات MTV. كذلك له مجموعة اختيرت ضمن أفضل الاغاني في بريطانيا مثل Not Giving In و "Love Me Again و out of my head وله البومات ناجحة مثل Revolve و Tribute.

## روابط خارجية
- جون نيومان على موقع IMDb (الإنجليزية)
- جون نيومان على موقع ميوزك برينز (الإنجليزية)
- جون نيومان على موقع أول ميوزيك (الإنجليزية)
- جون نيومان على موقع ديسكوغز (الإنجليزية)